# Мері Боланд
Мері Енн Боланд (англ. Marie Anne Boland; нар. 28 січня 1882, Філадельфія, Пенсільванія — пом. 23 червня 1965, Нью-Йорк) — американська акторка.
Народилася в Філадельфії в сім'ї актора Вільяма Боланда і Мері Сесілії Гаттон. Мала старшу сестру Сару. В дитинстві була віддана вчитися в школу при монастирі, яку кинула в 15 років, щоб стати акторкою. У 1907 році Боланд дебютувала на Бродвеї, де за короткий час досягла успіху і визнання публіки. З 1915 року акторка стала зніматися в кіно, поєднуючи в подальші роки роботу в Голлівуді й на театральних сценах Нью-Йорка. У роки Першої світової війни Боланд виступала перед американськими військами у Франції. З приходом звукового кіно акторка стала набагато більше зніматися на великому екрані, з'явившись в таких картинах, як «Якби у мене був мільйон» (1932), «Четверо наляканих» (1934), «Жінки» (1939), «Гордість і упередження» (1940) і «Джулія погано себе веде» (1948). З кінця 1940-х вона також працювала і на телебаченні, де в 1955 році виконала свою останню роль.
Мері Боланд ніколи не вступала в шлюб і не мала дітей. Після завершення кар'єри вона провела решту життя в Нью-Йорку в житловому комплексі Ессекс-Гауз, де в червні 1965 роки померла від серцевого нападу у віці 85 років. Акторка була похована на кладовищі Форест-Лаун в Глендейле. Її внесок в кіноіндустрію США відзначений зіркою на Голлівудській алеї слави.

## Вибрана фільмографія
| Рік  |   | Українська назва       | Оригінальна назва   | Роль                   |
| ---- | - | ---------------------- | ------------------- | ---------------------- |
| 1939 | ф | Жінки                  | The Women           | графиня де Лав — Флора |
| 1940 | ф | Молодий місяць         | New Moon            | Валерія де Россак      |
| 1940 | ф | Гордість і упередження | Pride and Prejudice | місіс Беннет           |